# Satch Boogie
Satch Boogie é uma canção de rock instrumental do guitarrista virtuoso estadunidense Joe Satriani.

## A Música
Ela é uma das canções mais populares do Satriani. Foi lançada juntamente com o álbum Surfing with the Alien, de 1987, sendo a 5a faixa do CD.
Para tocá-la, Satriani usa uma técnica de tapping apenas na 5a corda conhecida como pitch axis theory.

### Na Mídia
A música constantemente aparece em vinhetas de programas de radio e TV.
No Brasil, ela ficou conhecida por tocar no programa Passa ou Repassa.
No filme O Pestinha 2, de 1991, ela aparece tocando no fundo da cena de luta no Pizzariffic.

### Jogos Eletronicos
A música faz parte dos jogos Guitar Hero: World Tour e Guitar Hero: On Tour, sendo a canção mais difícil de ambos. Além disso, ela esta disponível para download nos jogos da série Rock Band

### Prêmios
Ela ocupa a posição 55 na lista dos 100 melhores solos de guitarra da historia, feita pela revista Guitar World.

### Paradas Musicais
| Ano  | Ranking                              | Posição |
| ---- | ------------------------------------ | ------- |
| 1988 | Billboard Hot Mainstream Rock Tracks | #22     |

## Gravações
Abaixo encontra-se a tabela de onde a música é encontrada, e em qual versão.
| Ano  | Versão     | Álbum                                                  | Formato          | Tamanho  |
| ---- | ---------- | ------------------------------------------------------ | ---------------- | -------- |
| 1988 | Estúdio    | Surfing with the Alien                                 | CD               | 3:13 min |
| 1993 | Videoclipe | The Satch Tapes                                        | VHS / DVD (2003) |          |
| 1993 | Ao Vivo    | Time Machine                                           | CD               | 3:58 min |
| 2001 | Ao Vivo    | Live in San Francisco                                  | CD/DVD           | 5:28 min |
| 2003 | Estúdio    | The Electric Joe Satriani: An Anthology                | CD               | 3:13 min |
| 2003 | Ao Vivo    | G3:Live in Denver                                      | DVD              |          |
| 2006 | Ao Vivo    | Satriani Live!                                         | CD/DVD           | 5:18 min |
| 2010 | Ao Vivo    | Live in Paris: I Just Wanna Rock                       | CD/DVD           | 4:36 min |
| 2012 | Ao Vivo    | Satchurated: Live in Montreal                          | CD/DVD/Blu-Ray   | 4:58 min |
| 2015 | Ao Vivo    | Surfing in San Jose - The Classic 1988 Radio Broadcast | CD               | 7:08 min |